# Halterofilia en los Juegos Suramericanos de 2010
Se detallan los resultados de las competiciones deportivas para la especialidad de Halterofilia
en los IX Juegos Suramericanos.
Previo al comienzo de las competiciones de la disciplina, se presentaron conflictos en el congresillo técnico por una nueva normativa de la Organización Deportiva Suramericana. Nueve comités olímpicos no estaban de acuerdo con la determinación de premiar oro únicamente al total de cada competición y no en el envión y el arranque. Esta decisión implicó que las competiciones de pesas solo entregarían 15 medallas en vez de las 45 medallas de oro que se tenían considerados inicialmente.
Como señal de protesta, los deportista ganadores de medallas al momento se subir al podio han dejado las zapatillas a un lado. Han expresado los competidores que es una falta de respecto a la especialidad y contra el deporte la decisión que todo la Organización Deportiva Suramericana. El deportistas colombiano, Diego Salazar, expresó su sentimientos al respecto:

"...un poco descontento porque la Odesur nos ha faltado al respeto. Guardaron un documento dos años y vinieron a sacarlo en pleno desarrollo de los Juegos y tres días antes de las competencias de pesas. Creo que es muy injusto y los deportistas de todas las delegaciones nos sentimos muy atropellados."

Se estimó que la decisión de entregar una sola medalla de oro por cada categoría afecto de manera importante a Colombia en su desempeño en los juegos ya que dejó de ganar aproximadamente 16 preseas doradas.

## Halterofilia
El campeón de la especialidad Halterofilia fue  Colombia.

### Medallero
Los resultados del medallero por información de la Organización de los Juegos Medellín 2010
fueron:

#### Medallero total
País anfitrión en negrilla. La tabla se encuentra ordenada por la cantidad de medallas de oro
| Núm.  | País      | Oro | Plata | Bronce | Total | Orden por Total |
| ----- | --------- | --- | ----- | ------ | ----- | --------------- |
| 1     | Colombia  | 7   | 5     | 2      | 14    | 1               |
| 2     | Venezuela | 4   | 7     | 3      | 14    | 1               |
| 3     | Ecuador   | 4   | 1     | 5      | 10    | 2               |
| 4     | Brasil    | 0   | 2     | 1      | 3     | 3               |
| 5     | Argentina | 0   | 0     | 2      | 2     | 4               |
| 6     | Chile     | 0   | 0     | 0      | 0     | 6               |
| TOTAL | TOTAL     | 15  | 15    | 13     | 43    |                 |

Fuente: Organización de los IX Juegos Suramericanos Medellín 2010

#### Medallero por género
País anfitrión en negrilla. La tabla se encuentra ordenada por la cantidad de medallas de oro
| Clasificación por Oro | País      | Hombres | Hombres | Hombres | Hombres | Mujeres | Mujeres | Mujeres | Mujeres | Mixtos | Mixtos | Mixtos | Mixtos | TOTAL | Clasificación por Total |
| Clasificación por Oro | País      |         |         |         | Total   |         |         |         | Total   |        |        |        | Total  | TOTAL | Clasificación por Total |
| 1                     | Colombia  | 4       | 2       | 1       | 7       | 3       | 3       | 1       | 7       | 0      | 0      | 0      | 0      | 14    | 1                       |
| 2                     | Venezuela | 2       | 5       | 1       | 8       | 2       | 2       | 2       | 6       | 0      | 0      | 0      | 0      | 14    | 1                       |
| 3                     | Ecuador   | 2       | 0       | 4       | 6       | 2       | 1       | 1       | 4       | 0      | 0      | 0      | 0      | 10    | 2                       |
| 4                     | Brasil    | 0       | 1       | 0       | 1       | 0       | 1       | 1       | 2       | 0      | 0      | 0      | 0      | 3     | 3                       |
| 5                     | Argentina | 0       | 0       | 1       | 1       | 0       | 0       | 1       | 1       | 0      | 0      | 0      | 0      | 2     | 4                       |
| 6                     | Chile     | 0       | 0       | 0       | 0       | 0       | 0       | 0       | 0       | 0      | 0      | 0      | 0      | 0     | 6                       |
| TOTAL                 | TOTAL     | 8       | 8       | 7       | 23      | 7       | 7       | 6       | 20      | 0      | 0      | 0      | 0      | 43    |                         |

Fuente: Organización de los IX Juegos Suramericanos Medellín 2010